# Лунгін Павло Семенович
Павло́ Семе́нович Лунгі́н (нар. 12 липня 1949, Москва, РРФСР) — радянський та російський сценарист, кінорежисер, Народний артист Росії (із 2008 року), лауреат Каннського кінофестивалю.

## Творча діяльність

### Фільмографія
- Вся справа в браті (1976)

### Режисерські роботи
- 1990 — Таксі-блюз (Такси-блюз)
- 1992 — Луна-парк
- 1996 — Лінія життя (Линия жизни)
- 2000 — Весілля (Свадьба)
- 2002 — Олігарх (Олигарх)
- 2005 — Бідні родичі (Бедные родственники)
- 2006 — Острів (Остров)
- 2009 — Цар (Царь)
- 2012 — Диригент (Дирижёр)
- 2016 — Дама пік (Дама пик)
- 2019 — Братерство (Братство) та ін.

## Громадська діяльність
У березні 2014 року підписав листа на підтримку політики президента Росії Володимира Путіна щодо російської військової інтервенції в Україну.